# Lady Melody
Singles de Tom Frager et Gwayav'
Give Me That Love
(2009)
Pistes de Better Days
Give me that Love
(1) Birds ask for You
(3)
Lady Melody est une chanson de Tom Frager avec son groupe de musique Gwayav' sortie le 3 août 2009 sous forme numérique. Le single sort sous format physique en septembre 2009 par le biais du label AZ (UMG). Premier single extrait de son premier album studio Better Days (2008), la chanson est écrite et composée par Tom Frager. Lady Melody est produite par Tom Frager et Henry Daurel. 

## Historique
Le single promotionnel a été envoyé en radio début août et a rencontré un succès dans les radios, devenant même un des tubes de l'été en atteignant la première place des hit-parades en France durant quatre semaines. Lady Melody atteint la première place également dans le classement des ventes numériques durant deux semaines. Pour de la longévité le single reste durant 17 semaines dans le top 10 et 34 semaines dans le top 100. Cependant dans les autres pays francophone, le single n'a pas rencontré de succès en Belgique (Wallonie) et en Suisse.
Selon Tom Frager, la chanson a été diffusée en radio avant qu'un label ne s'occupe de la distribution de l'album Better Days. Il s'attendait que la chanson soit populaire mais n'avait pas anticipé un tel succès. La chanson a été composée dans sa chambre et parle de la musique : « J'ai écrit Lady Melody, comme les autres chansons, à la cool, dans ma chambre. C'est une chanson sur la musique, qui m'accompagne partout, dans mes voyages. Je pense que sa force c'est sa simplicité, c'est une mélodie qui parle à tout le monde et qui fait chanter les gens. ».
Le 24 juillet 2020, sort une chanson inspirée de Lady Melody, s'intitulant Lady Malody (Une petite blonde) écrit par le jeune chanteur MIMS, dont le refrain est le même que dans celle de Tom Frager
Le 31 mai 2024, sort une version légèrement revisitée de son tube "Lady Melody" en collaboration avec la chanteuse française Philippine Lavrey.

## Classement et succession

### Classement par pays
| Classement (2009)                 | Meilleure position |
| --------------------------------- | ------------------ |
| Belgique (Wallonie) Singles Chart | 40                 |
| Europe (Hot 100)                  | 7                  |
| France (SNEP)                     | 1                  |
| France (Classement numérique)     | 1                  |
| Suisse Classement single          | 36                 |

### Classement de fin d'année
| Classement annuel (2009) | Position |
| ------------------------ | -------- |
| Europe (Hot 100)         | 31       |
| France (SNEP)            | 8        |
| France (Airplay)         | 31       |
| Classement annuel (2010) | Position |
| Europe Hot 100           | 77       |